# Vəli Qasımov
Vəli Aydın oğlu Qasımov (Kirovabad, 4 ottobre 1968) è un allenatore di calcio ed ex calciatore azero, di ruolo attaccante.

## Carriera
Fu capocannoniere del campionato russo nel 1992.

## Palmarès

### Club

#### Competizioni nazionali
- Campionato russo: 1

Spartak Mosca: 1992